# Deportivo Lara
Asociación Civil Deportivo Lara ist ein venezolanischer Fußballverein aus Barquisimeto. Der Verein wurde 2009 gegründet und trägt seine Heimspiele im Estadio Metropolitano de Fútbol de Lara aus, das Platz für 47.913 Zuschauer bietet. Deportivo Lara wurde ein Mal venezolanischer Fußballmeister

## Geschichte
ACD Lara wurde im Jahre 2006 als Guaros FC gegründet. Der neu gegründete Verein wurde in die zweite venezolanische Fußballliga, die Segunda División, eingestuft und erreichte sofort in der ersten Saison den Aufstieg in die Primera División, die höchste Spielklasse im Fußball Venezuelas. Für die Erstligasaison 2007/08 nahm Guaros de Lara FC den ehemaligen kolumbianischen Nationaltorhüter René Higuita, WM-Teilnehmer 1990, unter Vertrag, nachdem man diesen drei Jahre nach seinem letzten Engagement zu einem Comeback überreden konnte. Mit Higuita im Tor konnte Lara in der Endabrechnung einen sehr guten fünften Tabellenplatz belegen und verpasste die Qualifikation zur Copa Sudamericana 2009 nur knapp. Die Folgesaison verlief für Guaros FC jedoch nicht ganz so erfolgreich und wurde mit dem zwölften Platz der Gesamttabelle abgeschlossen, während das Torneo Apertura auf dem letzten Platz beendet wurde und nur durch eine starke Clausura-Saison der Abstieg verhindert werden konnte. 
Zur Saison 2009/10 änderte der Verein seinen Namen in Club Deportivo Lara, kurz CD Lara. Unter dem neuen Namen lief es sogleich besser und es wurde 2009/10 durch einen vierten Rang in der Gesamttabelle die erstmalige Promotion für die Copa Sudamericana erreicht. Bei dem Turnier 2010 scheiterte man jedoch bereits in der ersten Runde an Independiente Santa Fe aus Kolumbien. Insgesamt verlief die gesamte Saison 2010/11 nicht besonders gut für CD Lara, auch in der Liga reichte es nur zum dreizehnten Platz. Doch in der darauffolgenden Spielzeit avancierte Deportivo Lara zur erfolgreichsten Mannschaft der Primera División. Sowohl im Torneo Apertura als auch im Torneo Clausura stand man nach Ablauf aller Spieltage auf dem ersten Platz der Tabelle. Die Apertura beendete man mit einem Vorsprung von fünf Punkten vor dem FC Caracas, wobei zu bemerken ist, dass CD Lara im Laufe der gesamten Hinrunde keine einzige Niederlage hinnehmen musste. Einmal unterlegen war man dann in der Rückrunde, die man aber dennoch mit einem klaren Vorsprung von acht Zählern auf das zweitplatzierte AC Mineros de Guayana beendete. Folglich war CD Lara auch in der Gesamttabelle der Saison 2011/12 an erster Stelle und konnte den ersten Titel der Vereinsgeschichte feiern. Kennzeichnend für die Meistersaison von CD Lara ist auch, dass der Verein mit Eduardo Saragó einen Trainer hatte, der noch nicht einmal sein 30. Lebensjahr vollendet hatte und somit zu dem Zeitpunkt einer der jüngsten Trainer im Weltfußball war.
Im Jahre 2012 änderte Club Deportivo Lara seinen Namen und hieß fortan Asociación Civil Deportivo Lara.

## Erfolge
- Primera División: 1×

2011/12
- Teilnahme an der Copa Libertadores: 1×

2013: erste Runde
- Teilnahme an der Copa Sudamericana: 4×

2010: erste Runde
2012: erste Runde
2013: erste Runde